# Cutlass (film)
Cutlass est un court métrage américain réalisé et écrit par Kate Hudson en 2007.

## Synopsis
Lorsque la fille de Robin Lacy veut acheter une guitare chère, Robin se remémore l'époque où elle était encore une adolescente, quand elle avait demandé a son père sa première voiture, une Olds Cutlass Supreme.

## Fiche technique
- Réalisation et scénario : Kate Hudson
- Producteurs : Kevin Chinoy et Francesca Silvestri
- Coproducteur : Andrew Kilbourn
- Producteurs exécutifs : Leslie Russo, Chris Stinson et Bill Wackermann
- Musique : Scott Hardkiss
- Directeur de la photographie : Daniel Mindel
- Montage : Trish Fuller
- Distribution des rôles : Sarah Finn et Randi Hiller
- Création des décors : Johannes Spalt
- Direction artistique : Natasha Gerasimova
- Création des costumes : Marie-Sylvie Deveau
- Format image : 2.35:1 - 35mm - Son Dolby Digital
- Pays de production :  États-Unis
- Durée : 16 minutes
- Date de sortie en salles :
  - États-Unis : 16 octobre 2007

## Distribution
- Virginia Madsen : Robin
- Dakota Fanning : Lacy
- Kristen Stewart : Young Robin
- Kurt Russell : Dad
- Sarah Roemer : Eve
- Brian Hooks (en) : Leroy the Mechanic
- Chevy Chase : Stan
- Ethan Suplee : Bruce
- Steve Jones : Jonesy
- Dax Shepard : Background Extra #1
- Michael Rosenbaum : Background Extra #2